# Cophixalus pipilans
Espèce
Statut de conservation UICN

 LC  : Préoccupation mineure
Cophixalus pipilans est une espèce d'amphibiens de la famille des Microhylidae.

## Répartition

Aire de répartition de Cophixalus pipilans.

Cette espèce est endémique des provinces de Madang et Morobe en Papouasie-Nouvelle-Guinée. Elle se rencontre jusqu'à 700 m d'altitude des environs de la ville de Lae jusqu'aux monts Adelbert,.

## Description
Cophixalus pipilans mesure entre 18 et 23 mm. Son dos varie du brun au jaune-verdâtre. Sa tête présente un masque noir.

## Publication originale
- Zweifel, 1980 : Frogs and lizards from the Huon Peninsula, Papua New Guinea. Bulletin of the American Museum of Natural History, vol. 165, no 5, p. 387-434 (texte intégral).